# Jan Heřman (1955)
Jan Heřman (* 24. září 1955 Český Šternberk) je český malíř, kreslíř, grafik, pedagog a publicista. V průběhu života postupně pracoval například jako vedoucí kulturního střediska nebo jako odborný pracovník propagačního oddělení, po sametové revoluci zvolil dráhu umělce na volné noze.

## Životopis
Narodil se v Českém Šternberku, kde navštěvoval základní školu, roku 1964 se ale s rodinou přestěhoval do Prahy, kde se již natrvalo usadil. Zde vystudoval Střední uměleckoprůmyslovou školu, následně studoval na Pedagogické fakultě Univerzity Karlovy výtvarnou výchovu pod vedením profesora Zdenka Sýkory a obor grafika doc. ak. mal. Miloslava Polcara, dále i obor český jazyk a literatura pro střední školy.Vysokoškolská studia ukončil roku 1982.
Po úspěšném dokončení studií pracoval jako pedagog, vedoucí kulturního střediska nebo a také jako odborný pracovník propagačního oddělení Národního technického muzea v Praze. Na pozici vedoucí kulturního střediska v Praze se zapojil do sametové revoluce. Po revoluci zvolil dráhu umělce na volné noze a vstoupil do „Sdružení mladých výtvarníků“ při galerii u Řečických v Praze. Při své výtvarné činnosti působil řadu let i jako pedagog. Věnoval se malbě, kresbě a grafice, krátce též počítačové nebo propagační grafice. Po roce 1990 se věnoval interiérové tvorbě, za níž získal několik mezinárodních cen. K oceňovaným interiérům patřily např. Club a kavárna „Cracen“, boutique „Even“, či interiéry hotelu Regina Praha. Zde byla i v řádu let umístěna stálá expozice jeho maleb. Jeho tvorbu lze nalézt v Austrálii, Japonsku, USA, Izraeli, řeckém Rhodosu či Malorce.

## Dílo
Do rodného regionu se často navrací svými odbornými statěmi, články nebo retrokresbami věnovanými Posázaví a Podblanicku, o jejichž historii vydal a ilustroval několik knih. Více než 40 let se věnuje historii hradů a šlechtických rodů a v průběhu této doby vytvořil přes 4000 kresebných rekonstrukcí hradů, tvrzí, komend a klášterů. Jeho kresby jsou však historiky kritizovány pro závažné nepřesnosti v zobrazování objektů a nízkou grafickou úroveň.
Během Heřmanových studií na střední škole (1971 – 1975) vytvořil řadu krajinomaleb v temperové technice. První olejomalbu Cesta prvních kroků namaloval v roce 1976. V dalších letech 1977–1979 uspořádal tři velké výstavy obrazů. Po maturitě obdržel nabídku na roční stáž v Československé televizi, aby se spolupodílel na tvorbě seriálů Jaroslava Dietla, tu ovšem odmítl a namísto toho se přihlásil ke studiu na vysoké škole. Během studií na Universitě Karlově v Praze se pod vlivem svých profesorů, malíře Zdeňka Sýkory, grafika Miloslava Polcara a sochaře Kurta Gebauera, si postupně vytvořil vlastní výtvarný styl. Svou tvorbu pak vystavoval na výstavách v Česku i v zahraničí.

### Publikace
- HEŘMAN, Jan. Český Šternberk: stavebně historický vývoj hradu. Plzeň: Petr Mikota, 2013. 39 s. Zapomenuté hrady, tvrze a místa. ISBN 978-80-87170-30-4.
- HEŘMAN, Jan a Nusek, Jindřich, ed. Z ikonografie středního Posázaví. Vyd. 1. Vlašim: Český svaz ochránců přírody Vlašim, 2009. 143 s. ISBN 978-80-86327-77-8.
- ADAMEC, Miroslav. Hraviny: říkanky, básničky, hrátky zvětralé... (kéž by dusné!) erotické fantazie... ale žádná poezie. Ilustrace: Jan Heřman První vydání. Praha: M. Adamec, 2015. 79 stran. ISBN 978-80-260-7750-3.